# Cucullia montanae
Cucullia montanae är en fjärilsart som beskrevs av Augustus Radcliffe Grote 1882. Cucullia montanae ingår i släktet Cucullia och familjen nattflyn. Inga underarter finns listade i Catalogue of Life.